# Pista abyssicola
Pista abyssicola är en ringmaskart som beskrevs av McIntosh 1885. Pista abyssicola ingår i släktet Pista och familjen Terebellidae. Inga underarter finns listade i Catalogue of Life.